# 블랜포드박쥐
블랜포드박쥐(Hesperoptenus blanfordi)는 애기박쥐과에 속하는 박쥐의 일종이다. 브루나이와 캄보디아, 인도네시아, 라오스, 말레이시아, 미얀마 그리고 태국에서 발견할 수 있으며, 다양한 서식지에서 생활한다. 국제 자연 보전 연맹(IUCN, International Union for Conservation of Nature)이 보전 등급을 "관심대상종"(Least-concern species)으로 지정했다.